# Стоддард (округ)
Округ Стоддард (англ. Stoddard County) — округ штата Миссури, США. Население округа на 2009 год составляло 29 069 человек. Административный центр округа — город Блумфилд.

## История
Округ Стоддард основан в 1835 году.

## География
Округ занимает площадь 2141.9 км2.

## Демография
Согласно оценке Бюро переписи населения США, в округе Стоддард в 2009 году проживало 29 069 человек. Плотность населения составляла 13.6 человек на квадратный километр.